# Museo Arqueológico de Esciros
El Museo Arqueológico de Esciros es uno de los museos de Grecia. Se encuentra en Esciros, ciudad ubicada en una isla de su mismo nombre, en el archipiélago de las Espóradas.
Se halla en un edificio que fue construido en 1963 y cuya inauguración como museo tuvo lugar en 1973.

## Colecciones

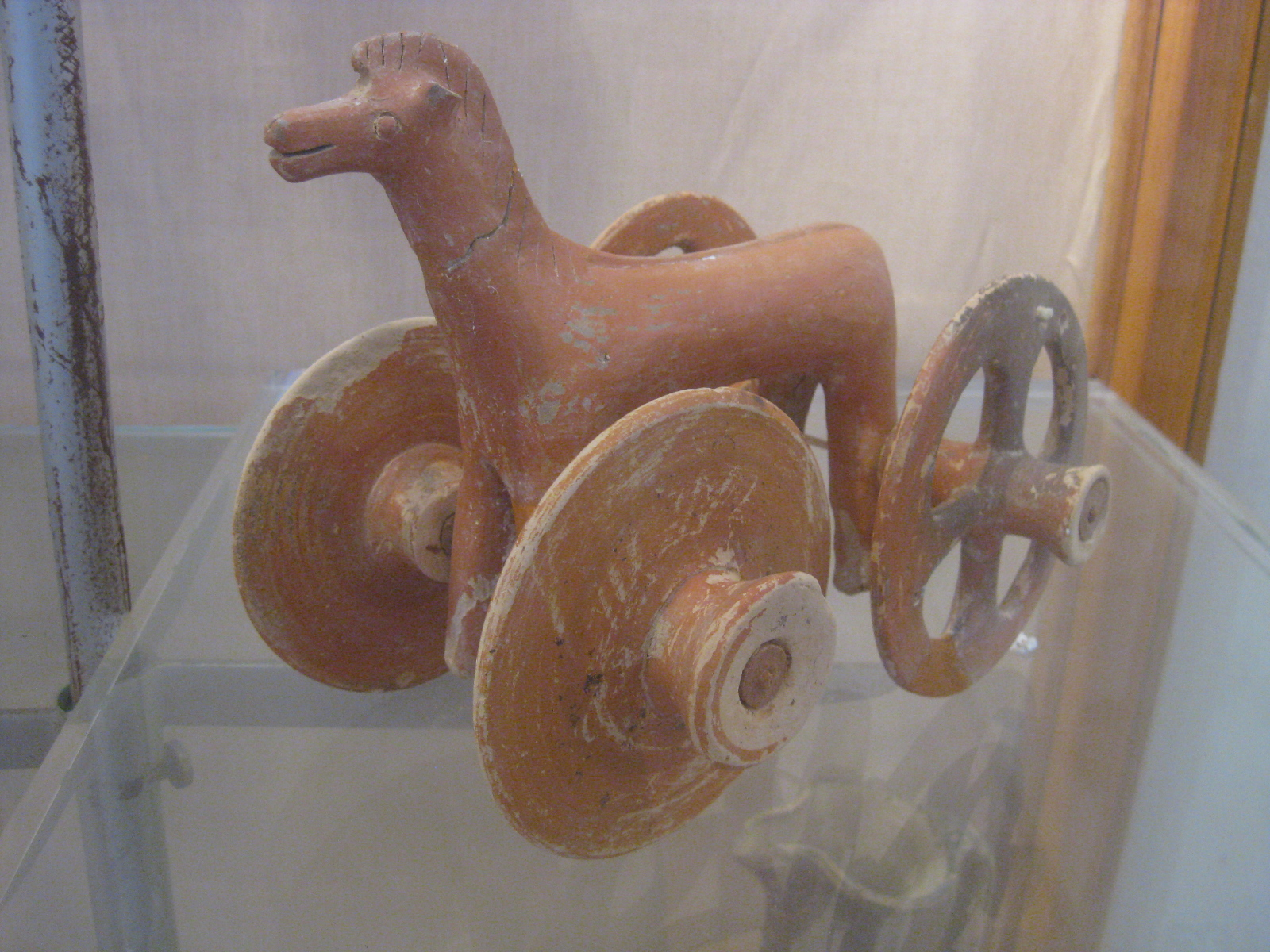
Una de las estatuillas del museo.

El museo contiene una colección de objetos de la isla que abarcan periodos comprendidos entre el periodo Heládico temprano y la época romana.
Al periodo Heládico temprano (2800-1900 a. C.) pertenece una serie de objetos hallados en lugares como la ciudad de Esciros y Palamari entre los que se hallan piezas de cerámica y de obsidiana.
También se halla presente cerámica de época micénica encontrada en varios lugares de la isla, entre la que destacan dos jarras donde se representan peces en una de ellas y un barco en la otra.
El museo alberga también cerámica y joyas de época protogeométrica (siglos XI-IX a. C.) halladas principalmente en Magazia y Agia Anna. A la transición entre el protogeométrico y el geométrico pertenecen otra serie de piezas de cerámica y pulseras de bronce, mientras son de época arcaica varias joyas y piezas de cerámica entre las que se hallan vasos de fayenza importados.
Otra sección presenta hallazgos desde la época clásica a la romana entre los que se hallan una estatua de Cibeles sin cabeza, un vaso zoomórfico, una estatua de mujer del periodo clásico, y estatuas y cerámica del periodo helenístico. También es destacable una estela funeraria de época clásica que fue reutilizada en época romana.
Por otra parte, en el patio del museo se exponen sarcófagos de los periodos protogeométrico y geométrico así como piezas arquitectónicas y escultóricas de varios periodos.
Además, el museo alberga una colección de objetos folclóricos.